# Buslijn 356 (Amsterdam-Haarlem)

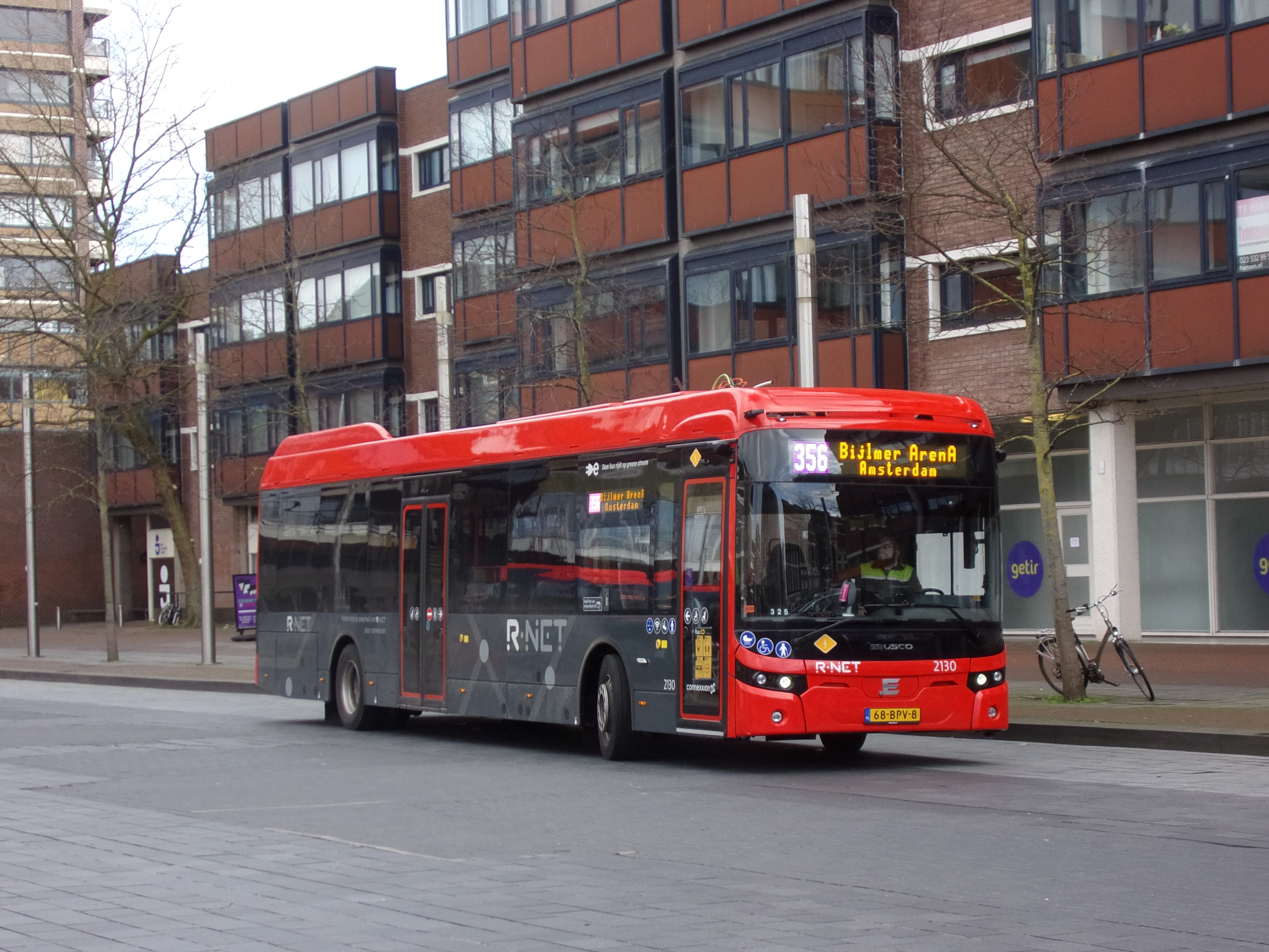
Connexxion's 2021 Ebusco 2.2 LE 12.9 m 2130 in Haarlem

Buslijn 356 is een R-net-buslijn van Connexxion die station Bijlmer ArenA via Amstelveen en Badhoevedorp met Haarlem verbindt. De lijn werd in december 2014 ingesteld als opvolger van lijn 175. 

## Geschiedenis

### Lijn 175P
In 1982 stelde de toenmalige streekvervoerder Centraal Nederland een tijdelijke lijn 175P in van Station Schiphol Airport en verder non-stop via de snelweg naar metrostation Gaasperplas ten behoeve van luchtreizigers die de Floriade wilden bezoeken. De lijn werd met speciale luxe semi-tourbussen gereden.

### Lijn 175
Vanaf 29 mei 1983 ging een nieuwe lijn 175 rijden tussen Amstelveen Plein 1960, de Bijlmermeer en Diemen. In Diemen was het oude eindpunt van de te versterken Schiphollijn 174 die voortaan naar Weesp reed ter vervanging van de ingekorte Almerelijn 153. In Ouderkerk aan de Amstel werd via het Sluisplein door het dorp gereden, echter niet alle ritten. Later was dit door het aanleggen van verkeersdrempels in het dorp in het geheel niet meer mogelijk.
Net als lijn 174 werd lijn 175 vanaf 1986 doorgetrokken naar Haarlem ter vervanging van de ingekorte lijn 142 en met de komst van tweede versterkingslijn 176 werd het traject Haarlem-Amstelveen-Bijlmermeer tot 1994 door drie lijnnummers bediend. Op 31 mei 1992 werd de lijn van Station Diemen doorgetrokken naar de nieuwbouw in Diemen-Noord. 
In 1994 werd CN opgedeeld (feitelijk teruggesplitst) in NZH en Midnet; lijn 175 was voortaan een NZH-lijn en ging vanaf Diemen-Zuid via Duivendrecht rijden. In 1998, bij de verlaging van de Bijlmerdreef, kreeg lijn 175 een nieuw eindpunt bij metrostation Gaasperplas. Tussen Diemen, station Bijlmer en Weesp ging lijn 177 rijden.
In 1999 fuseerden NZH en Midnet met de omringende streekvervoerders tot Connexxion; lijn 175 reed sinds 2009 op de stille uren door Badhoevedorp ter vervanging van de op die tijden niet rijdende lijn 177.
Lijn 175 werd in 2007 ingekort tot station Bijlmer. De lijn reed weer via het Sluisplein in Ouderkerk maar nu werd langs de Benningbrug naar de burgemeester Stramanweg gereden. Toen lijn 171 in december 2010 als versterkingslijn naar Station Bijlmer werd verlegd nam deze lijn het ommetje van lijn 175 over (alleen werkdagen overdag).
Door het verleggen van R-netlijn 300 via Langerhuizen in Amstelveen bood lijn 175 sindsdien samen met lijn 171 tussen het busstation Amstelveen en Ouderkerk aan de Amstel in de spitsuren een frequentie van 8x per uur en tussen Ouderkerk aan de Amstel en station Bijlmer in de samenhang met lijn 146, 171 en 300 zelfs 22 maal per uur. Op zondag reed naast lijn 300 alleen lijn 175 één maal per uur.

### Lijn 356
Ingaande de dienstregeling 2015 is lijn 175 onderdeel gaan uitmaken van R-net en tot 356 vernummerd, een aantal haltes vervielen. Hierbij werd de route verlegd via Badhoevedorp ter compensatie van de opgeheven lijn 177. Sinds 18 mei 2015 wordt ook het Knooppunt Schiphol-Noord aangedaan waarmee de route en de rijtijd langer is dan voor de status R-net. Er ontstond echter wel een betere overstapgelegenheid voor de regio Schiphol. Een aantal ritten reed in de spits alleen tussen Haarlem en Amstelveen evenals alle ritten op zondag en in de avond. Voor station Bijlmer Arena kon men gebruikmaken van lijn 300. De lijnen 146 en 171 bleven de vervallen haltes tussen station Bijlmer en Amstelveen aandoen.
Op 10 december 2017 wisselde de lijnen 300 en 356 van route in Amstelveen waarbij lijn 356 in plaats van over de Oranjebaan over de Ouderkerkerlaan rijdt. De korte ritten tussen Haarlem en Amstelveen kwamen te vervallen.

### Versterkingslijn

#### Lijn 255
Ingaande de dienstregeling 2018 verscheen in de spitsuren in beide richtingen een sneldienst 255 die vanaf Haarlem dezelfde route rijdt als lijn 356 maar dan via de A9, ringweg A10 en de A2 rechtstreeks naar station Amsterdam Bijlmer ArenA rijdt en daarmee een snellere route heeft dan lijn 356. Alhoewel dit de officiële route is wordt in de praktijk echter vaak om de file te vermijden via de hele A9 en A2 gereden of wordt het laatste stuk via de vrije busbaan over de Burgemeester Stramanweg gereden waarbij geen eigen haltes worden overgeslagen, net als destijds bij GVB lijn 60S en 581. Tussen 3 januari 2021 en 11 december 2021 werd lijn 255 tijdelijk opgeheven in verband met het afgenomen vervoer.